# Bruno Matheus
Bruno Pereira Matheus (Santos, 15 de mayo de 1986) es un deportista brasileño que compitió en triatlón. Ganó una medalla de bronce en el Campeonato Panamericano de Triatlón de 2013.

## Palmarés internacional
| Campeonato Panamericano | Campeonato Panamericano | Campeonato Panamericano | Campeonato Panamericano |
| Año                     | Lugar                   | Medalla                 | Prueba                  |
| ----------------------- | ----------------------- | ----------------------- | ----------------------- |
| 2013                    | Vila Velha (Brasil)     | Medalla de bronce       | Individual              |